# 並河理二郎
並河 理二郎（なびか りじろう、1860年8月12日（万延元年8月11日）- 1926年（大正15年）6月4日）は、明治から大正期の実業家、政治家。衆議院議員、島根県会議長、島根県能義郡安来町長。本家並河家14代当主。号・適處（てきしょ）。

## 経歴
出雲国能義郡安来町（島根県能義郡安来町を経て現安来市）で、本家並河家12代・三郎兵衛方月の二男として生まれた。山村勉斎に師事し漢学を修めた。1877年（明治10年）6月、本家並河家14代の家督を相続した。
安来村戸長、学務委員、所得税調査委員、安来町会議員、徴兵参事員、島根県会議員、同議長、安来町長、能義郡会議員、島根県農会長、地方森林会議員、能義郡教育会長などを務めた。
1894年（明治27年）3月、第3回衆議院議員総選挙（島根県第2区）で当選し、その後、第6回総選挙まで2回再選され、最後は立憲政友会に所属して衆議院議員に通算3期在任した。
実業界では、養蚕の振興、耕地整理組合の設立、安来製糸場・安来銀行・山陰電気・合同汽船などの創設に尽力。安来銀行頭取、島根県農工銀行監査役、松江銀行取締役、山陰電気取締役、合同汽船取締役社長、安来製鋼所取締役社長などを務めた。

## 国政選挙歴
- 第3回衆議院議員総選挙（島根県第2区、1894年3月、無所属）当選[5]
- 第4回衆議院議員総選挙（島根県第2区、1894年9月、無所属）落選[6]
- 第5回衆議院議員総選挙（島根県第2区、1898年3月、山下倶楽部）当選[6]
- 第6回衆議院議員総選挙（島根県第2区、1898年8月、日吉倶楽部）当選[6]

## 親族
- 妹 原本タタ（原本大三郎の妻）[1]